# 수리아 나파로아코 왕녀 (1177년)

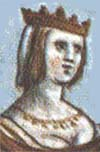
수리아 나파로아코 왕녀

수리아 나파로아코아(바스크어: Zuria Nafarroakoa) 또는 블랑슈 드 나바르(프랑스어: Blanche de Navarre)는 나바라 왕국의 왕녀이자 상파뉴 백작 부인이다. 남편은 티보 3세 드 상파뉴 백작이며 자식은 나바라왕 티발트 1세(티보 4세 드 상파뉴 백작) 등이 있다.
수리아는 나바라의 왕 안초 6세 가르체스와 산차 데 카스티야 왕녀와의 딸로 태어났다. 외조부는 전히스파니아의 황제 알폰소 7세이다.